# Cerca-Carvajal
Cerca-Carvajal (en criollo haitiano Sèka Kavajal) es una comuna de Haití, que está situada en el distrito de Hincha, del departamento de Centro.

## Secciones
Está formado por la sección de:
- Rang (que abarca la villa de Cerca-Carvajal)

## Demografía
| Gráfica de evolución demográfica de Cerca-Carvajal entre 2009 y 2015 |
|                                                                      |

Los datos demográficos contemplados en este gráfico de la comuna de Cerca-Carvajal son estimaciones que se han cogido de 2009 a 2015 de la página del Instituto Haitiano de Estadística e Informática (IHSI). 